# Женское отделение Обуховской больницы

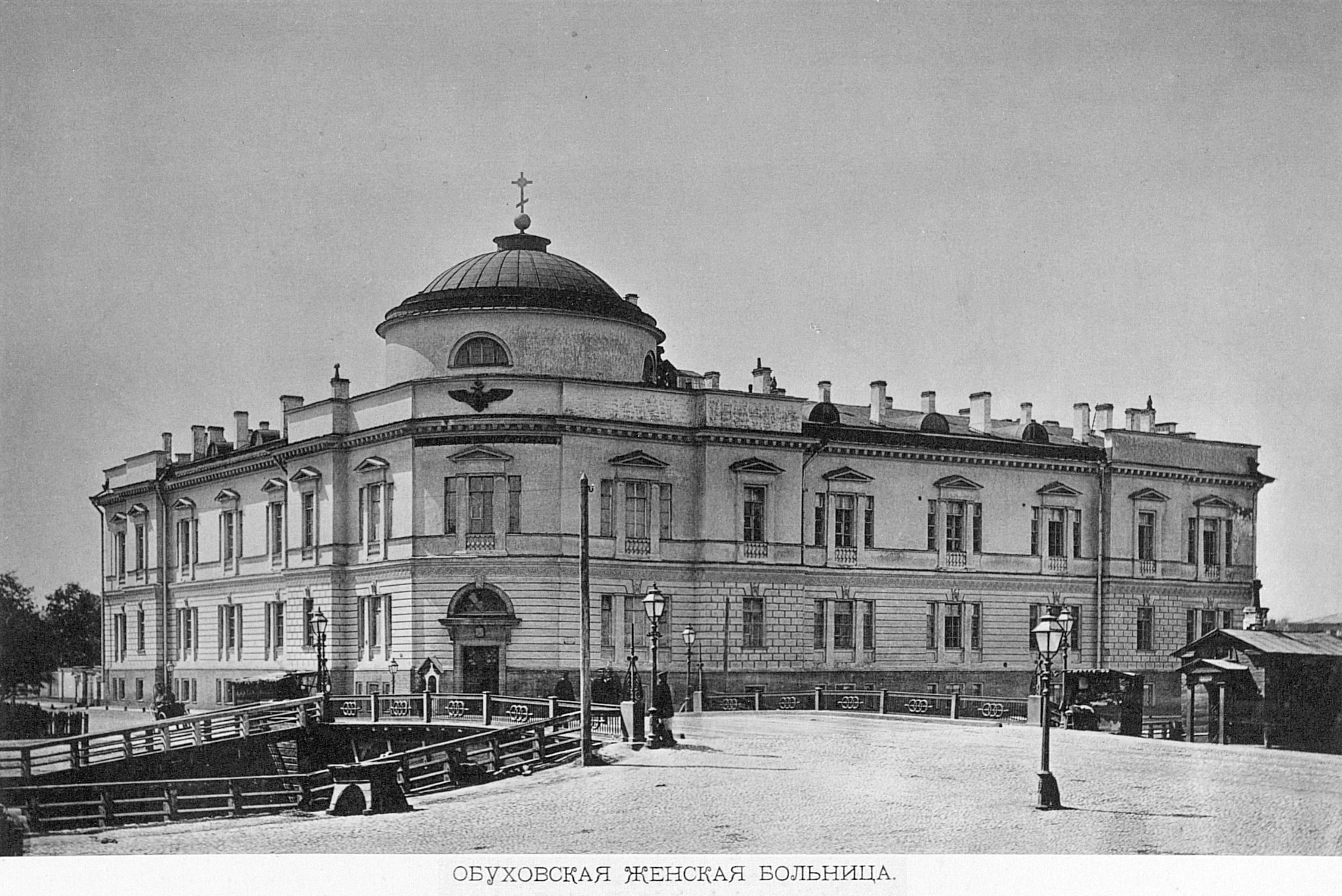
1870-е годы: в сравнении с современным состоянием виден крест над расположенной в башне церковью, лепнина с двуглавым орлом, меньшее количество полуциркульных окон башни

Женское отделение Обуховской больницы — памятник архитектуры. Расположен в Санкт-Петербурге, современный адрес дома — Загородный проспект, 47Б, Введенский канал, 3.
Построено в 1836—1839 годах по проекту П. С. Плавова. У здания два корпуса, на углу связанных круглой башней. Цокольный этаж высокий, облицован тёсаным путиловским известняком. Первый этаж рустован, отделён от верхних этажей нешироким поясом меандра. В оформлении использован мотив трёхчастного окна. Палаты внутри корпусов располагались только по одну сторону коридора и их окна выходили на юг и восток. В женском отделении при отделении от основной больницы было 200 коек.
Башня поднимается выше аттика здания, она перекрыта плоским куполом. Внутри неё лестница, нижняя часть которого в виде открытой аркады является основанием для колоннады в два яруса. Внизу по кругу стоят восемь колонн дорического ордера, у колонн верхнего яруса каннелюры и дорические капители с иониками. Стены лестницы-ротонды украшены глубокими полукруглыми нишами. Под куполом, над лестницей, по повелению Николая I за 30 тысяч рублей и по проекту А. Я. Андреева была создана церковь площадью 12 квадратных сажетей, который был освящён спустя два месяца после открытия больницы, 21 ноября 1840 года Тимофеем Никольским из Никольского собора; позднее на крыше устроили деревянную звонницу. Иконостас работы Ф. И. Кастрюлина был выполнен в виде ротонды, иконы создал А. Антонов, серебряную дарохранительницу создал мастер Андреев. 29 июня 1892 года на лестнице установили сделанный из мрамора бюст Николая I работы Н. А. Лаверецкого.
В 1863 году к дворовому фасаду больницы по проекту К. А. Ухтомского была пристроена часовня для отпеваний. С 1876 года у фасада был создан киот и кружка для пожертвований, которые за свой счёт заказал И. Ф. Громов, почетный член благотворительного общества при больнице. Последним священником был Арсений Николаевич Флоровский, церковь была закрыта 26 августа 1919 года и ликвидирована 7 января 1924 года. Иконостас был вывезен в Музей отжившего культа, помещение в 2020-е годы занято аудиторией Военно-медицинской академии.